# Fußball-Verbandspokal 2017/18 (Frauen)
Über den Fußball-Verbandspokal 2017/18 wurden die Teilnehmer der 21 Landesverbände des DFB am DFB-Pokals der Frauen 2018/19 ermittelt. Die Sieger der Verbandspokale waren zur Teilnahme an der ersten Runde des DFB-Pokals berechtigt. Zweite Mannschaften dürfen nicht am DFB-Pokal teilnehmen. Sollte ein Aufsteiger in die 2. Bundesliga den Verbandspokal gewonnen haben, rückte der unterlegene Finalist nach.

## Endspielergebnisse
Die Tabelle gibt eine Übersicht über die Verbandspokal-Endspiele der Saison 2017/18. Die Mannschaft, die sich für den DFB-Pokal qualifiziert hatte, ist fett dargestellt. Die Abkürzungen hinter den Vereinsnamen stehen für die Spielklassenzuordnung der gleichen Saison: RL = Regionalliga; OL = Oberliga; VL = Verbandsliga; LL = Landesliga. Die folgende römische Zahl gibt die Ligenebene an. Bei der drittklassigen Regionalliga wird darauf verzichtet.
| Verband / Pokal                      | Ort             | 1. Finalist                       | Ergebnis             | 2. Finalist                      |
| ------------------------------------ | --------------- | --------------------------------- | -------------------- | -------------------------------- |
| Baden Sport-Lines Pokal der Frauen   | Karlsruhe       | Karlsruher SC (OL / IV)           | 3:0                  | TSV Amicitia Viernheim (OL / IV) |
| Bayern BFV-Verbandspokal             | Frensdorf       | SV Frensdorf (LL / V)             | 0:0 n. V., 4:6 i. E. | FC Forstern (OL / IV)            |
| Berlin Polytan-Pokal                 | Berlin          | Blau-Weiß 90 Berlin (VL / IV)     | 1:4                  | FC Viktoria Berlin (RL)          |
| Brandenburg Landespokal              | Hohen Neuendorf | FSV Forst Borgsdorf (LL / IV)     | 2:5                  | FSV Babelsberg 74 (RL)           |
| Bremen Lotto-Pokal                   | Bremen          | ATS Buntentor (RL)                | 1:2                  | TuS Schwachhausen (VL)           |
| Hamburg ODDSET-Pokal der Frauen      | Hamburg         | Bramfelder SV (RL)                | 2:1                  | FC St. Pauli (RL)                |
| Hessen Hessenpokal                   | Bad Camberg     | TSV Jahn Calden (OL / IV)         | 2:1                  | Eintracht Frankfurt (RL)         |
| Mecklenburg-Vorpommern Polytan Cup   | Schwerin        | FSV 02 Schwerin (VL / IV)         | 2:4                  | 1. FC Neubrandenburg 04 (RL)     |
| Mittelrhein FVM-Pokal                | Düren           | Alemannia Aachen (RL)             | 1:1 n. V. 3:4 i. E.  | Vorwärts Spoho Köln (VL / IV)    |
| Niederrhein ARAG-Pokal               | Moers           | GSV Moers (RL)                    | 0:0 n. V., 2:4 i. E. | Borussia Bocholt (RL)            |
| Niedersachsen AOK-Niedersachsenpokal | Barsinghausen   | VfL Jesteburg (RL)                | 0:2                  | Hannover 96 (LL / V)             |
| Rheinland Rheinlandpokal             | Schweich        | SV Holzbach (RL)                  | 1:1 n. V., 5:4 i. E. | 1. FFC Montabaur (RL)            |
| Saarland Saarlandpokal               | Eppelborn       | DJK Saarwellingen (RL)            | 0:1                  | 1. FC Riegelsberg (RL)           |
| Sachsen tipico-Sachsenpokal          | Leipzig         | FC Phoenix Leipzig (LK / V)       | 1:2                  | 1. FFC Fortuna Dresden (RL)      |
| Sachsen-Anhalt Polytan FSA-Pokal     | Bernburg        | Magdeburger FFC (RL)              | 6:0                  | SV Blau-Weiß Dölau (VL / IV)     |
| Schleswig-Holstein SHFV-Lotto-Pokal  | Flensburg       | TuRa Meldorf (OL / IV)            | 1:3                  | Holstein Kiel (RL)               |
| Südbaden SBFV-Pokal                  | Löffingen       | FC Freiburg-St. Georgen (OV / IV) | 2:4                  | Hegauer FV (OL / IV)             |
| Südwest Südwestpokal                 | Kaiserslautern  | TuS Wörrstadt (RL)                | 6:2                  | FC Marnheim (VL / IV)            |
| Thüringen Thüringenpokal             | Erfurt          | 1. FFV Erfurt (VL / IV)           | 3:1                  | FC Carl Zeiss Jena (VL / IV)     |
| Westfalen Westfalenpokal             | Billerbeck      | DJK-VfL Billerbeck (VL / IV)      | 2:0                  | Germania Hauenhorst (RL)         |
| Württemberg wfv-Pokal                | Schemmerhofen   | SV Alberweiler (RL)               | 4:0                  | FV Löchgau (RL)                  |